# Insuetophrynus acarpicus
Insuetophrynus acarpicus је водоземац из реда жаба и фамилије Cycloramphidae.

## Угроженост
Ова врста је крајње угрожена и у великој опасности од изумирања.

## Распрострањење
Ареал врсте је ограничен на једну државу. 
Чиле је једино познато природно станиште врсте.

## Станиште
Станишта врсте су шуме и слатководна подручја.